# Francisco Delicado

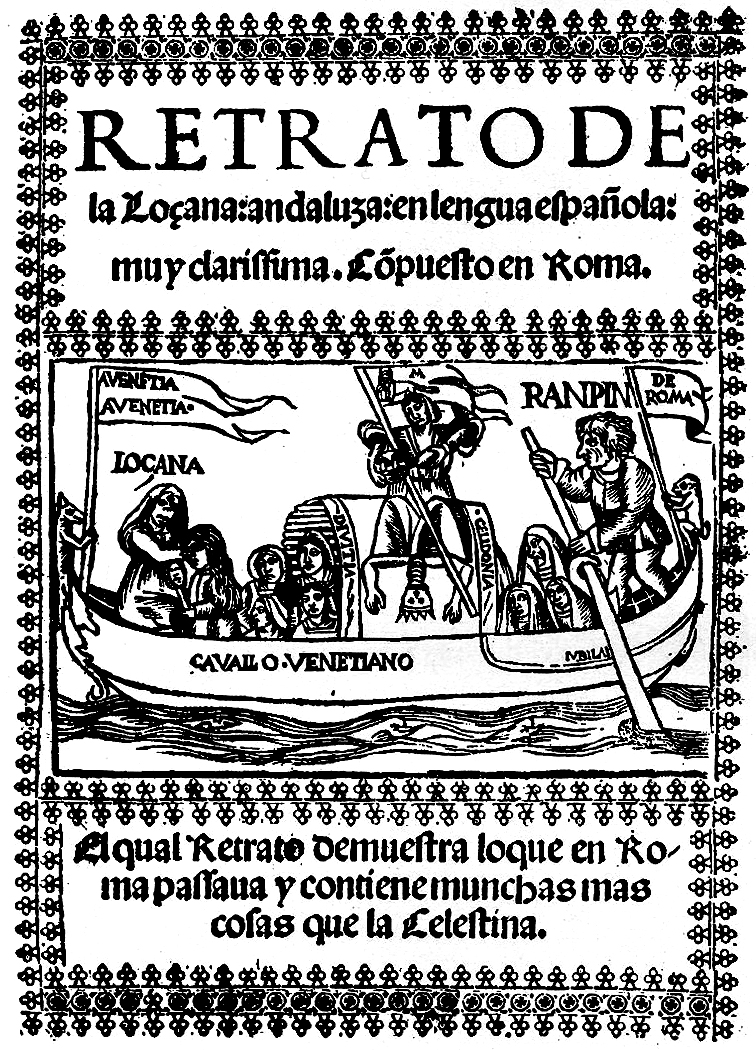
Francisco Delicado, portada de la Loçana andaluza, Venècia, 1528. Pàgina del títol.1a edició, exemplar únic

Francisco Delgado, que llatinitzà el seu nom a Delicado, (Martos, (Jaén) 1475 - 1535) fou un clergue, metge, editor, i escriptor espanyol de l'època del Renaixement.
Fou deixeble del cèlebre Nebrija, i residí a Venècia i Roma i altres poblacions italianes, ocupat principalment en corregir obres espanyoles. Donà bellíssimes edicions del Amadís de Gaula (Venècia, 1533), i de Los Tres libros del cavallero Primoleón y Posendos, su hermano, hijos del emperador Palmerin de Oliva, traducidos del griego en romance castellano (Venècia, 1534), obra que s'ha atribuït a Delicado, però el que és cert és que introduí en ella encertades observacions que no desdiuen del caràcter del llibre.
Entre les seves obres originals s'hi troben: Retrato de la lozana Andaluza en lengua española muy clarisisima, compuesto en Roma (Venècia, 1528), i a principis del segle XX el 1913, va aparèixer en la Colección Nelson, de París.